# Дамаст
Это статья о ткани. О мифологическом разбойнике см. Прокруст.

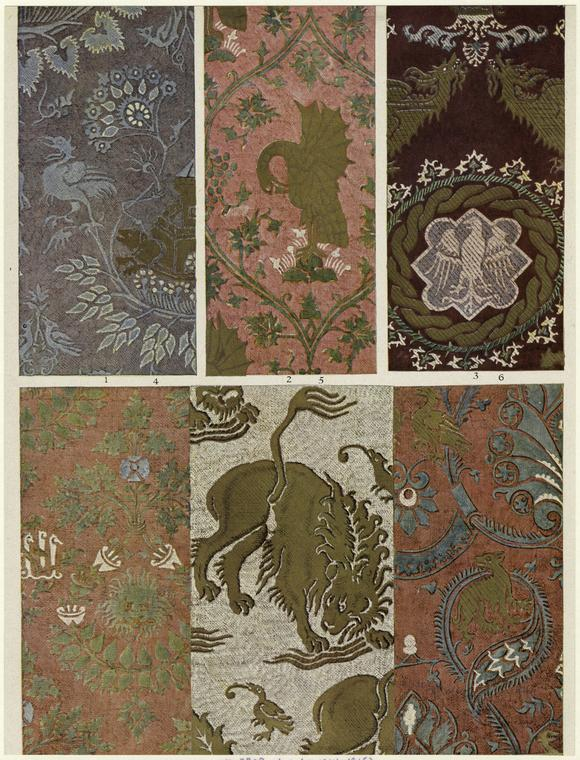
Итальянские шёлковые дамасты XIV века

Дама́ст (араб. دمشق‎, также дама́, камка, камчатка, камча) — ткань (обычно шёлковая), одно- или двухлицевая с рисунком (обычно цветочным), образованным блестящим атласным переплетением нитей, на матовом фоне полотняного переплетения.

## История
Название произошло от названия города Дамаска в Сирии, где дамаст ткали с Раннего Средневековья.
Ткань привозилась в Европу с Востока, начиная с XII века; позже её стали производить в Европе. Например, среди известных дизайнеров по текстилю XVII—XIX веков, работавших с дамастами, можно назвать Анну Марию Гартуэйт.
В XIX веке из шёлкового дамаста, затканного восточными узорами, изготавливалась одежда. В первой половине XX века дамаст использовали в основном для оформления интерьеров, позже — вновь в костюмах и жилетах.
Ткань камка, близкая к дамасту XIX века по орнаменту и механическим свойствам, была популярна в России в допетровские времена.

## Описание
Современный дамаст изготавливается на жаккардовых машинах.

## Виды
Выделяются следующие виды дамаста:
- Собственно дамаст — льняная или хлопчатобумажная ткань белого цвета с блестящими узорами на матовом фоне, используется для скатертей.
- Дама-кафар — разновидность штофa, используемая для обивки мебели. Изготавливается из смешанной пряжи (шёлка, шерсти, льна).
- Дамассе — классическая подкладочная ткань[1] с очень крупным узором.
- Дамассин — тип однолицевого дамаста.
- Дамаскет — ткань с узором из металлических нитей, похожая на парчу.

## Интересный факт
Некоторые исследователи считают, что название реки и полуострова Камчатки произошло от имени Ивана Камчатого, который, в свою очередь, получил своё прозвище от русского названия этой же ткани — «камка». Впервые название «Камчатка» появилось на географической карте Северо-восточной Азии Николааса Витсена 1687 года, составленной в Амстердаме по разным материалам из Московского царства. На этой карте река изображена дважды — с названием Камчатка — Kamtzetna Fl. и с названием Дамаста — Damaste Fl. (см. обзор в книге Б. П. Полевого).